# سقاخانه اهراب
سقاخانه اهراب مربوط به سده‌های متاخر دوران‌های تاریخی پس از اسلام - دوره قاجار است و در تبریز، جاده اهراب، سقاخانه اهراب واقع شده و این اثر در تاریخ ۶ اسفند ۱۳۸۵ با شمارهٔ ثبت ۱۷۵۰۳ به‌عنوان یکی از آثار ملی ایران به ثبت رسیده‌است.